# Berther

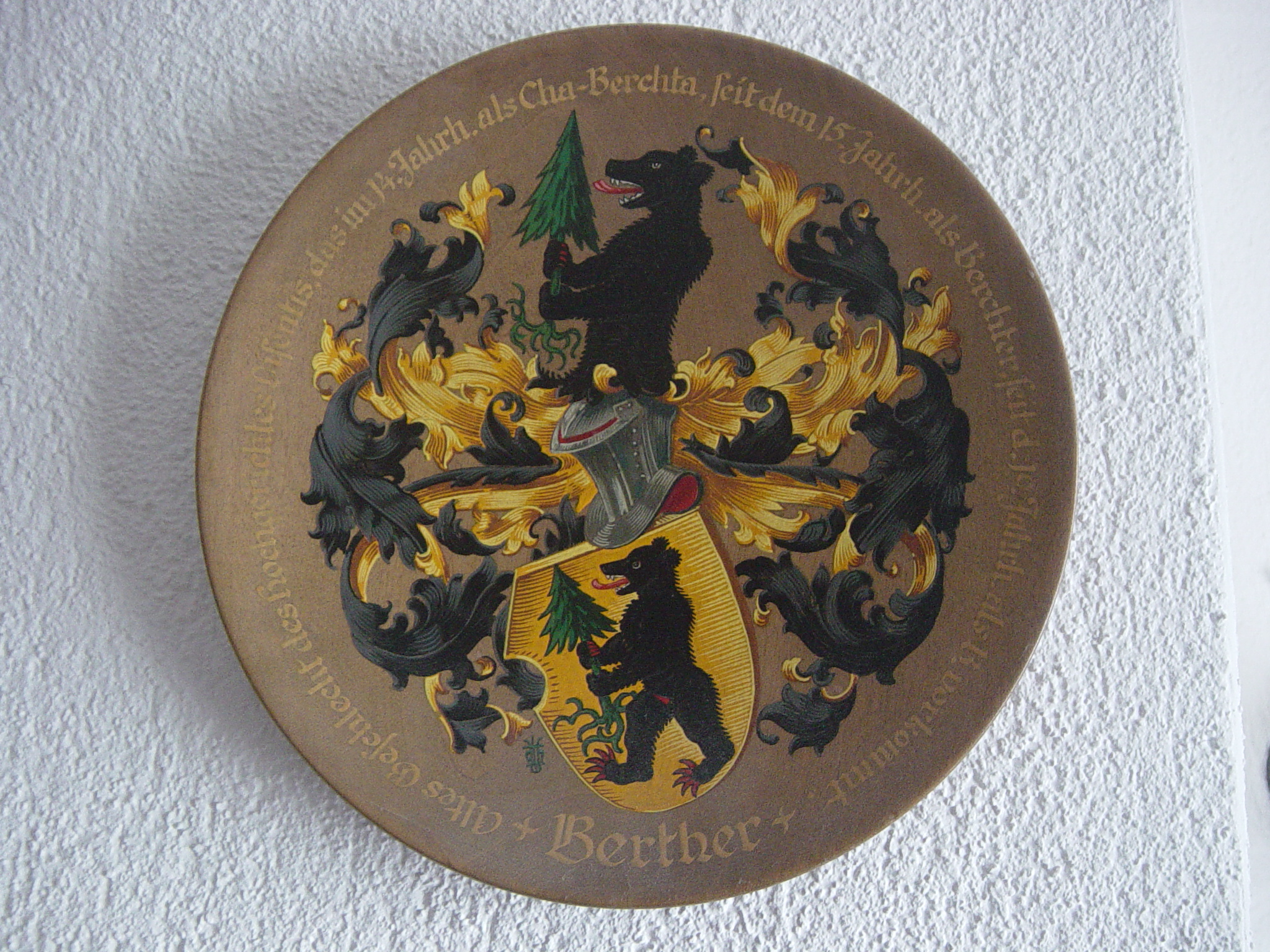
Wappen der Familie Berther
Inschrift: Altes Geschlecht des hochgerichtes Disentis, das im 14. Jahrhundert als Cha-Berchta, seit dem 15. Jahrhundert als Berchter, seit dem 19. Jahrhundert als Berther vorkommt.

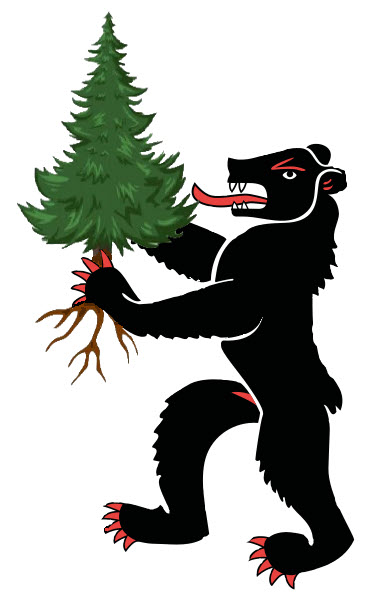
Berther-Wappen

Berther ist ein Schweizer Familienname. Der Name stammt ursprünglich aus der Cadi im Kanton Graubünden und wurde 1300 im Tujetsch als Berchta erwähnt. Die Tujetscher Linie stellte ab 1425 zahlreiche Landammänner der Cadi, war jedoch nur im 16. und 17. Jahrhundert einflussreich.

## Herkunft und Bedeutung
Der Familiennamen ist walserischen Ursprunges. Die Besiedlung der Gemeinden Sedrun und Disentis wird vermutlich nach der Gründung (720) des Klosters Disentis, im 8/9. Jahrhundert begonnen haben.
Altes Geschlecht des Hochgerichtes Disentis, das im 14. Jahrhundert als Cha-Berchta im Tavetsch, seit dem 15. Jahrhundert als Berchter, seit dem 19. Jahrhundert als Berther auch in andern Gemeinden des alten Hochgerichtes vorkommt und heute noch blüht.
Es ist auffallend, dass die Linie Berchter/Berther praktisch nur während des Ancien Regimes, d. h. zur Zeit der alten Drei Bünde, den Landammann von Disentis stellte, nicht aber nach dem politischen Umbruch im Zuge der Französischen Revolution.
Das Besondere an der Familie Berther tritt nicht nur wie bis anhin bekannt in ihrer Ämtertätigkeit zutage, sondern neu in ihrem literarischen Schaffen, das ihre Denk- und Lebensweise dokumentiert. Drei Generationen dieser Schreiberfamilie beteiligten sich an der erstmals edierten Chronik und offenbaren dabei neben genealogischen Interesse eine tiefe Verbundenheit mit dem Kloster Disentis.

## Wappen
Schwarzer, rotbewehrter Bären mit einer entwurzelten Tanne in Gold.

## Bekannte Namensträger
- Martin Berther, Mistral, führt 1499 das Disentiser Fähnlein in die Calvenschlacht.
- Peter Berther, 1555–1557 Kommissar in Cläven.
- Johann Berther, 1661 Potestat in Worms
- Josef Nicolaus Berther, 1753–1755 Potestat in Trahona
- Pater Baseli Berther, 1858–1931 in Disentis, romanischer Schriftsteller
- Martina Berther, * 1984, Schweizer Fusion- und Improvisationsmusikerin

Oft hat das Hochgericht Disentis einen Berther zum Mistral (Landrichter) gewählt, mehrere Male verlieh auch der graue Bund seine höchste Beamtung einem Glied dieser Familie. Vertreten sind sie auch unter den Veltliner Beamten, im Dienste der Kirche, sowie unter den Landrichtern. Unter den Mistrals der Cadi werden 15 Angehörige des Geschlechtes genannt.